# Catherine McArdle Kelleher

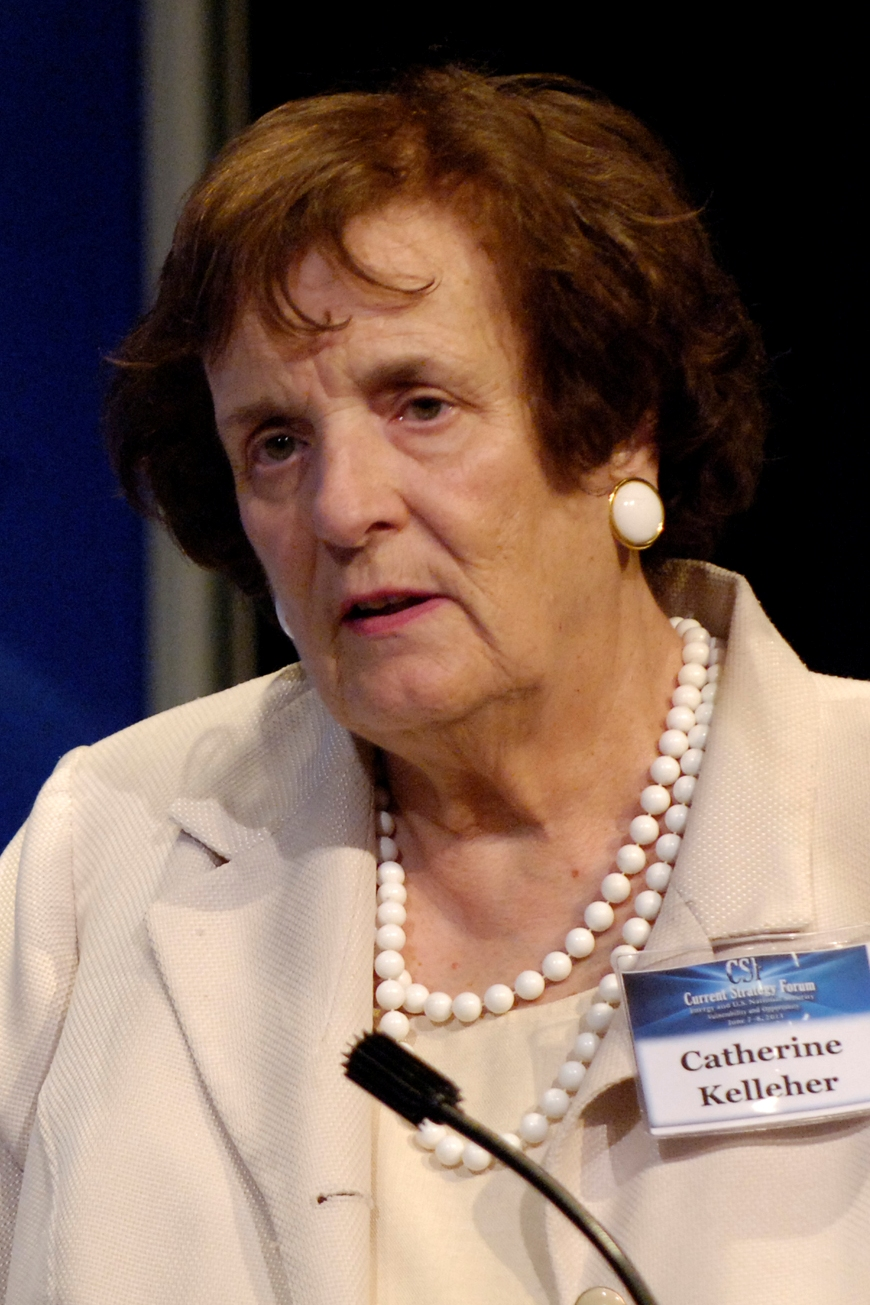
Catherine McArdle Kelleher (2011)

Catherine McArdle Kelleher (* 19. Januar 1939 in Boston, Massachusetts; † 15. Februar 2023 in Silver Spring, Maryland) war eine US-amerikanische Politikwissenschaftlerin.

## Leben
Kelleher studierte Politikwissenschaften am Mount Holyoke College (A.B. 1960) in South Hadley, Massachusetts. 1960/61 war sie Fulbright Fellow an der Freien Universität Berlin. 1967 erwarb sie einen Ph.D. in Politikwissenschaften vom Massachusetts Institute of Technology in Cambridge, Massachusetts. 1975/76 war sie Fellow am International Institute for Strategic Studies (IISS) in London, von 1973 bis 1978 Research Associate am Institut für Sozialforschung in Frankfurt am Main, von 1973 bis 1978 Associate Professor für Politikwissenschaften an der University of Michigan in Ann Arbor, Michigan, und von 1979 bis 1983 Professor an der Graduate School of International Studies der University of Denver in Denver, Colorado.
Sie war Staff Member (1977/78) des United States National Security Council von US-Präsident Jimmy Carter. Unter Ronald Reagan war sie Professor (1980–1982) am Military Strategy Department des Naval War College in Washington, D.C.; später wurde sie Herausgeberin der Naval War College Press (2002–2005). Danach war sie Secretary of Defense’s Personal Representative in Europe and Defense Advisor to the U.S. Ambassador to NATO (1994–1996) und Deputy Assistant Secretary of Defense for Russia, Ukraine and Eurasia, International Security Policy im Office of the Secretary of Defense (1996–1998) in der Clinton-Administration.
Kelleher war Gründungsdirektorin (1985–1991) des Center for International and Security Studies at Maryland und Professorin (1982–1991) an der School of Public Affairs der University of Maryland. 2006 wurde sie College Park Professor an der University of Maryland, College Park. Außerdem war sie Senior Fellow am Watson Institute for International Studies der Brown University in Providence, Rhode Island und Professor Emeritus am Strategic Research Department des Naval War College.
Von 1983 bis 1994 war sie Consultant im Peace and Security Program der John D. und Catherine T. MacArthur Foundation. Von 1990 bis 1994 war sie Senior Fellow of Foreign Policy Studies an der Brookings Institution in Washington, D.C. Von 1998 bis 2001 leitete sie das Aspen Institute in Berlin. Von 2004 bis 2009 war sie Senior Faculty Associate am Genfer Zentrum für Sicherheitspolitik.
1976/77 war sie International Affairs Fellow des Council on Foreign Relations. Von 1980 bis 1982 war sie NATO Research Fellow, von 1981 bis 1985 Ford International Security Studies Fellow und 1988/89 Kistiakowsky Fellow an der National Academy of Sciences. 1992 war sie Visiting Fellow am All Souls College der University of Oxford. Von 2003 bis 2006 war sie Honorarprofessorin an der FU Berlin.
Kelleher war Mitglied des Council on Foreign Relations, des International Institute of Strategic Studies und des Committee on National Security. Sie war Vice-Chair des Committee on International Security and Arms Control und Mitglied des Committee on International Security Studies an der National Academy of Sciences. Ab 2007 war sie Mitglied im dortigen Naval Studies Board. Ab 1978 gehörte sie dem Editorial Board von International Security an, zuvor war sie für die International Studies Quarterly tätig. 1986 war sie Gründungspräsidentin von Women in International Security. Von 1993 bis 2004 war sie Board Member im Stockholm International Peace Research Institute. Ab 1990 war sie im Scientific Advisory Council der Hessischen Stiftung Friedens- und Konfliktforschung vertreten.
Kelleher war zuletzt verwitwet und Mutter von zwei Kindern.
Sie starb am 15. Februar 2023 im Alter von 84 Jahren in Silver Spring.

## Ehrungen
- 1960: Phi Beta Kappa
- 1980: Ehrendoktorwürde (DLitt), Mount Holyoke College
- 2001: Ehrenkreuz der Bundeswehr in Gold

## Auszeichnungen
- 1996: Department of Defense Medal for Distinguished Public Service
- 1998: Director’s Medal, Defense Intelligence Agency
- 2004: Manfred-Wörner-Medaille, Bundesministerium der Verteidigung
- 2007: Joseph J. Kruzel Memorial Award for Public Service, American Political Science Association

## Schriften (Auswahl)
- Germany & the politics of nuclear weapons. Columbia University Press, New York u. a. 1975, ISBN 0-231-03960-3.
- mit Jane M. O. Sharp, Lawrence Freedman (Hrsg.): The treaty on conventional armed forces in Europe. The politics of post-wall arms control (= Demokratie, Sicherheit, Frieden. Bd. 100). Nomos, Baden-Baden 1996, ISBN 3-7890-4435-0.